# Microtus bavaricus
Espèce
Statut de conservation UICN

 CR : 
En danger critique
 B1ab(iii)+2ab(iii) 
Microtus bavaricus, communément appelé le Campagnol souterrain de Bavarie, est une espèce de rongeurs de la famille des cricétidés. 
Ce campagnol est endémique du Nord-Est de la chaîne alpine. La présence de l'espèce n'était auparavant reconnue qu'en un seul endroit au sein de l'arrondissement de Garmisch-Partenkirchen, en Bavière. Après 1962, aucun spécimen de l'espèce n'a été aperçu et celle-ci a donc été considérée éteinte jusqu'en 2000. L'extinction de Microtus bavaricus est contredite par la découverte de spécimens dans le nord du Tyrol où l'animal vit entre 730 et 1 100 m d'altitude ; cependant, étant donné la très faible répartition de l'espèce, l'Union internationale pour la conservation de la nature la place parmi les espèces « en danger critique d'extinction ».